# Altenmarkt an der Triesting
Pour les articles homonymes, voir Altenmarkt.

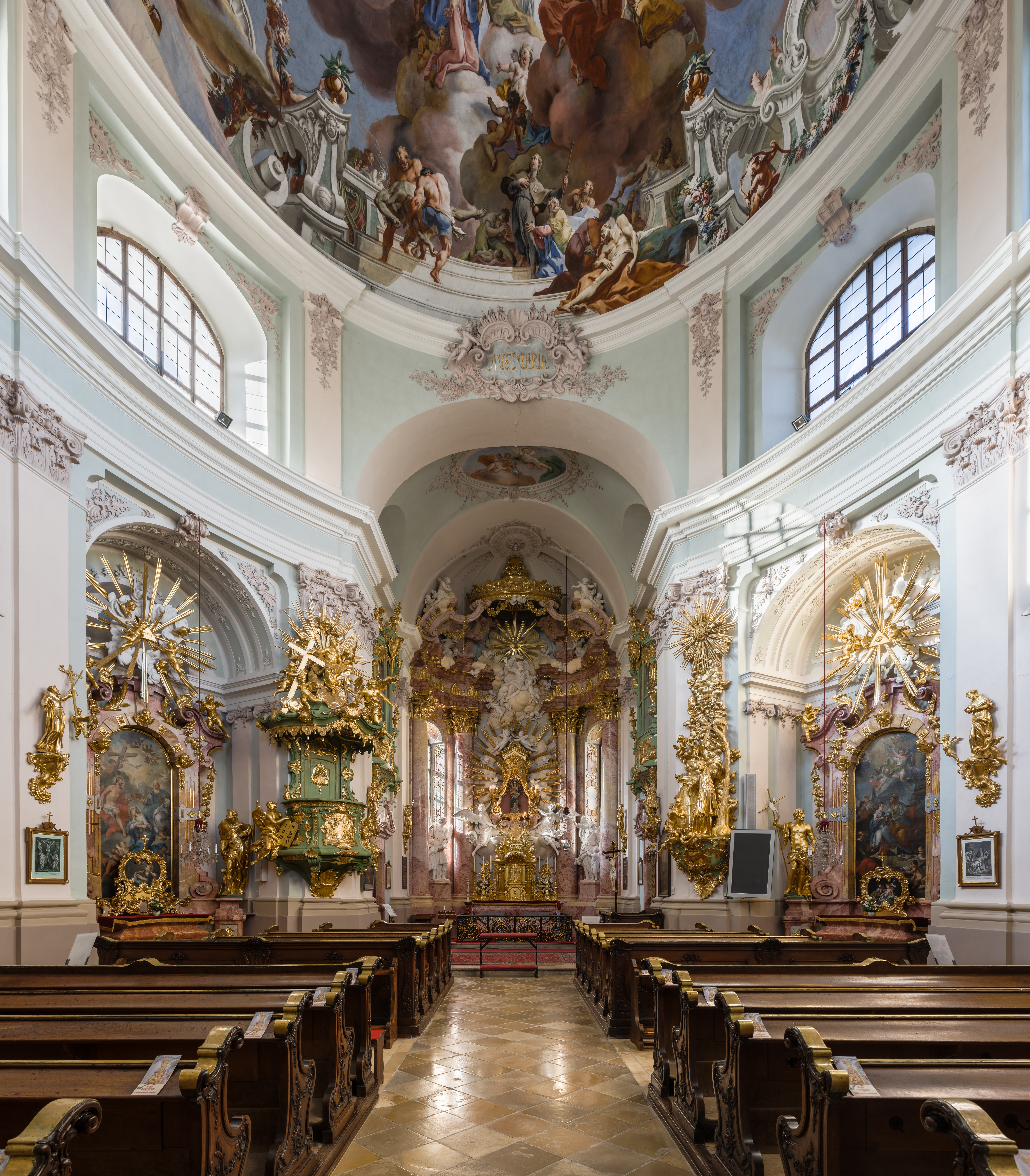
Intérieur de l'église Wallfahrtskirche Hafnerberg à Altenmarkt an der Triesting. Octobre 2021.

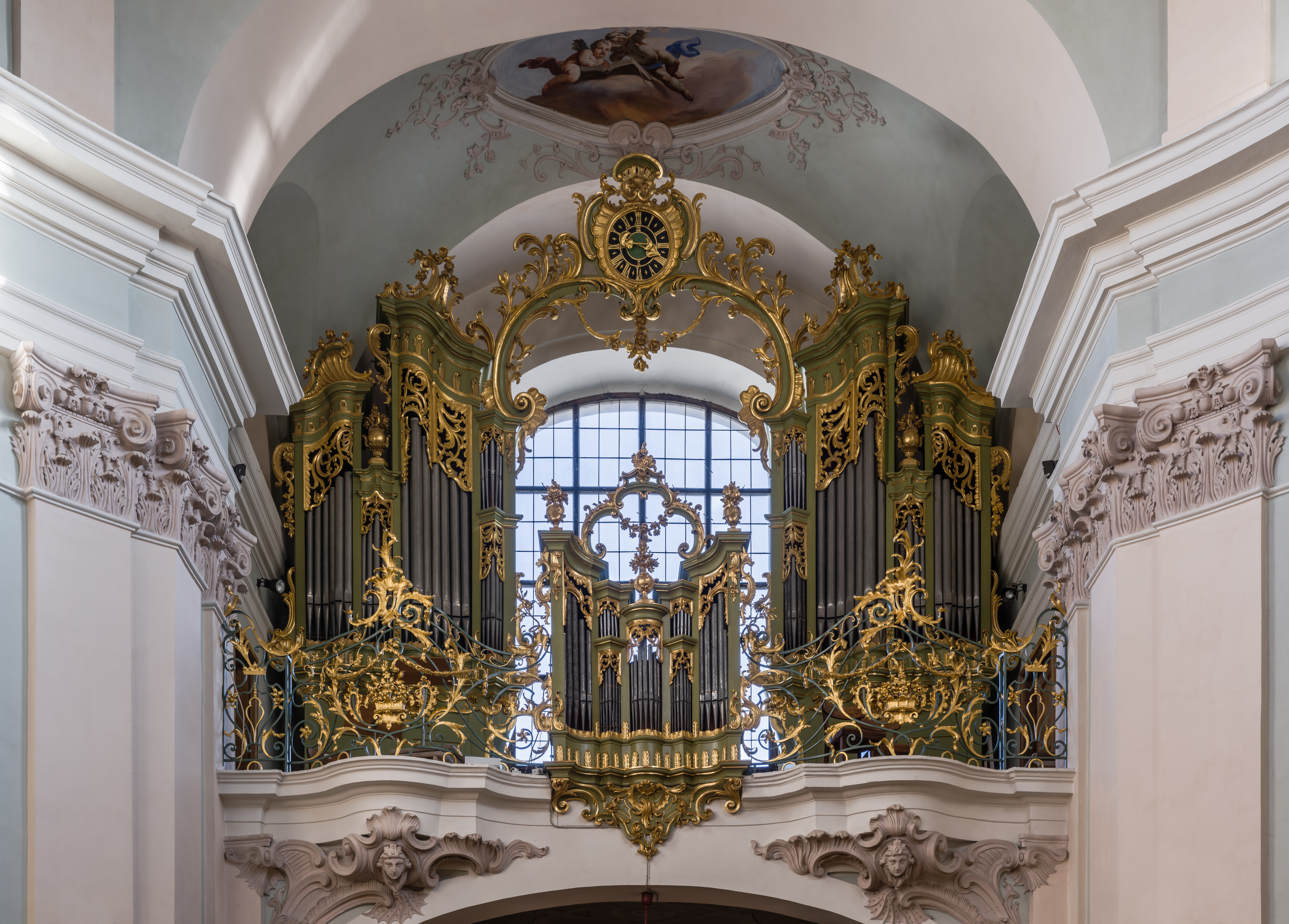
L'orgue de la Wallfahrtskirche Hafnerberg à Altenmarkt an der Triesting. Octobre 2021.

Altenmarkt an der Triesting est une commune autrichienne du district de Baden en Basse-Autriche.

## Géographie

### Localités
La commune couvre les localités suivantes :
- Altenmarkt an der Triesting
- Berg und Graben
- Dörfl
- Dornau
- Hafnerberg
- Höfnergraben
- Klauswies
- Klein-Mariazell
- Kogel-Siedlung
- Neuwald
- Nöstach
- Reitel-Graben
- St. Corona am Schöpfl
- Sankt Coronastraße
- Sulzbach
- Tal
- Taßhof
- Thenneberg
- Wallgraben